# Stenotrophobacter
Stenotrophobacter es un género de bacterias gramnegativas de la familia Blastocatellaceae. Fue descrito en el año 2016. Su etimología hace referencia a alimentación de pocos sustratos. Son bacterias aerobias e inmóviles. Suele formar colonias con pigmentación rosada. Todas las especies se han aislado de suelos en Namibia. 

## Taxonomía
Actualmente existen 3 especies descritas:
- Stenotrophobacter namibiensis
- Stenotrophobacter roseus
- Stenotrophobacter terrae